# Opisthorchis noverca
Opisthorchis noverca (Syn. Amphimerus noverca) ist ein auf dem indischen Subkontinent vorkommender Saugwurm, der in den Gallengängen der Leber (‚Leberegel‘) von Schweinen und Hunden, sehr selten auch bei Rindern und Menschen parasitiert.
Opisthorchis noverca ist lanzettförmig, zwischen 9,5 und 13 mm lang und 2,5 mm breit. Die beiden Saugnäpfe liegen eng beieinander, der Mundsaugnapf ist größer als der Bauchsaugnapf. Die Geschlechtsöffnung liegt unmittelbar vor dem Bauchsaugnapf. Der Pharynx ist rund, die beiden Blinddärme reichen weit nach hinten. Am Übergang zum letzten Körperdrittel liegen die Hoden, von denen der vordere rund, der hintere gelappt ist. Das querangeordnete, gelappte Ovar liegt vor der Gabelung der Exkretionsblase. Der Uterus zieht geschlängelt zur Geschlechtsöffnung. Die Dotterstöcke (Vitellaria) beginnen seitlich hinter dem Bauchsaugnapf und erstrecken sich bis zu den Hoden. Ein Cirrussack fehlt. Die Eier sind 34 × 21 µm groß.